# Neowithius exilimanus
Neowithius exilimanus är en spindeldjursart som först beskrevs av Luigi Balzan 1887.  Neowithius exilimanus ingår i släktet Neowithius och familjen Withiidae. Inga underarter finns listade i Catalogue of Life.